# Julian der Theurg
Julian der Theurg war nach einer antiken Überlieferung ein Wundertäter, der in der zweiten Hälfte des 2. Jahrhunderts tätig war und unter anderem die Chaldäischen Orakel als göttliche Offenbarungen empfing und aufzeichnete. Die Orakel stammen wohl tatsächlich aus diesem Zeitraum; bei Julian handelt es sich aber möglicherweise um eine fiktive Gestalt. In der Spätantike galt Julian als Begründer der Theurgie, der Kunst, mittels bestimmter Verfahren in direkten Kontakt mit Gottheiten zu treten.

## Angaben der Suda
Die Suda, eine byzantinische Enzyklopädie des 10. Jahrhunderts, enthält einen Eintrag über einen Autor namens Julian der Theurg, der dort als Sohn Julians des Chaldäers bezeichnet wird. Julian der Chaldäer wird als Philosoph und Autor eines Werks in vier Büchern Über die Dämonen vorgestellt. Weiterhin teilt die Suda über Julian den Theurgen mit, er habe unter Kaiser Mark Aurel gelebt und Schriften über okkultes Wissen verfasst, darunter Theourgiká, Telestiká und Lógia di' epōn (Sprüche in Versen). Bei den Sprüchen handelt es sich um die berühmten, nur fragmentarisch überlieferten Chaldäischen Orakel (lógia Chaldaiká), die in Versen abgefasst waren und anscheinend in nicht erhaltenem Prosaschrifttum, das Julian zugeschrieben wurde, erläutert wurden. Ferner berichtet die Suda folgende Wundertat Julians des Theurgen:
Einmal soll er, als die Römer am Verdursten waren, dunkle Gewitterwolken herbeibeschworen und schweren Regen mit aufeinander folgenden Donnerschlägen und Blitzen erzeugt haben. Es heißt, Julian habe dies durch ein gewisses Wissen vollbracht. Andere behaupten jedoch, der ägyptische Philosoph Arnouphis habe das Wunder verrichtet.
Die Darstellung in der Suda beruht wohl auf Angaben aus einer verlorenen Schrift des spätantiken Neuplatonikers Proklos.
Das „Regenwunder“, das auch von dem Geschichtsschreiber Cassius Dio berichtet wird und auf der Mark-Aurel-Säule in Rom bezeugt ist, ereignete sich während eines Feldzugs des Kaisers Mark Aurel. Die Römer wurden an einem Ort ohne Wasser von den Feinden eingeschlossen und waren am Verdursten, als ein plötzlich auftretendes Gewitter die Rettung brachte. Die Ansichten darüber, wem dies zu verdanken war, gingen je nach den religiösen Überzeugungen auseinander. Nach den paganen antiken Quellen war der Urheber der Kaiser selbst oder Arnouphis; die christliche Legende schrieb die Rettung den Gebeten der Christen unter den Soldaten zu. Schon der Kirchenvater Tertullian, der zur Zeit von Mark Aurels Feldzug ein junger Mann war, kannte diese christliche Deutung.
Der in der Suda erwähnte Ägypter Arnouphis ist eine auch inschriftlich bezeugte historische Gestalt. Cassius Dio bezeichnet ihn als Gefährten Mark Aurels und erwähnt, dass ihm das Regenwunder zugeschrieben wurde. Daher geht die Forschung davon aus, dass in der ursprünglichen Version der Erzählung Arnouphis als tatsächlicher oder zumindest möglicher Urheber des Wunders Erwähnung fand und dass seine Rolle erst viel später – im späten dritten oder frühen vierten Jahrhundert – auf Julian den Theurgen übertragen wurde, entweder weil Julian damals bekannter war als Arnouphis oder weil man ihm dadurch Autorität verschaffen wollte. Dies spricht für die Vermutung, dass Julian der Theurg und Julian der Chaldäer fiktive Gestalten sind. Diese Vermutung stützt sich auch auf den Umstand, dass in der Zeit vor dem späten dritten Jahrhundert in den Quellen keine Hinweise auf die Existenz der beiden zu finden sind. Anderer Meinung ist Polymnia Athanassiadi. Sie hält die Zuschreibung der Chaldäischen Orakel an Julian den Theurgen für glaubwürdig und vertritt die Hypothese, dass er der Priesterschaft des Belos-Tempels in Apameia in der römischen Provinz Syria angehörte.

## Spätantikes und byzantinisches Legendengut
Die christlichen Schriftsteller Sozomenos, Anastasios Sinaites und Michael Psellos erzählen weitere Wunder Julians des Theurgen. Im 5. Jahrhundert schreibt Sozomenos in seiner Kirchengeschichte, Julian habe durch die Kraft seines Wortes einen Felsen von Hand spalten können. Anastasios Sinaites (7. Jahrhundert) versetzt den Wundertäter in die Zeit des Kaisers Domitian und berichtet von einem Wettstreit Julians mit Apollonios von Tyana und Apuleius (der historisch aber erst im 2. Jahrhundert lebte). Es ging um die Rettung Roms vor einer damals ausgebrochenen Seuche. Jeder der drei Magier sollte seine Fähigkeiten in einem Drittel der Stadt erweisen. Julian gewann den Wettkampf, denn er verfügte über die wirksamste Magie; er rettete nicht nur sein Drittel, sondern auf Bitten des Kaisers die ganze Stadt. Anastasios Sinaites hält diese Tat für historisch und beurteilt Julian dennoch negativ. Er meint, Julian sei der mächtigste der drei gewesen, weil er dem Teufel am nächsten stand. Auch Michael Psellos (11. Jahrhundert) vergleicht Julian mit Apuleius und meint, die Magie des Apuleius sei „materieller“, diejenige Julians „geistiger“ gewesen. Seine Angaben beruhen teilweise auf derselben spätantiken Legende wie diejenigen der Suda; auch er unterscheidet in seiner Julian-Erzählung zwischen Vater und Sohn. An einer Stelle gibt er an, beide hätten unter Mark Aurel gelebt; an einer anderen Stelle behauptet er, ein Julian, der unter Kaiser Trajan lebte, also offenbar der Vater, habe die als Orakel bezeichneten Lehren in Versen dargelegt. Ferner überliefert Psellos eine spätantike Sage, wonach der Vater Julians des Theurgen seinem Sohn einen direkten Zugang zur Seele des Philosophen Platon verschafft habe. Dadurch sei eine Befragung Platons, der hier wie ein göttliches Wesen betrachtet wird, möglich geworden. Der Christ Psellos wertet dies als Albernheit; in der Spätantike stand dahinter aber offenbar die Absicht, Julian in neuplatonisch orientierten Kreisen zusätzliche Autorität zu verschaffen.

## Julian als Begründer der Theurgie
Da die Chaldäischen Orakel Julian dem Theurgen oder Julian dem Chaldäer (oder beiden zugleich) zugeschrieben wurden, galten die beiden als Begründer der Theurgie, der Kunst, mittels bestimmter Riten und Praktiken mit göttlichen Wesen in Verbindung zu treten und von ihnen Hilfe zu erlangen. Man ging davon aus, dass ihnen diese Verfahren von Göttern – gemeint waren in erster Linie Apollon und Hekate – geoffenbart worden waren. Bei den spätantiken Neuplatonikern, welche die Chaldäischen Orakel zitierten, wurden als Autoren „die Chaldäer“ oder „die Theurgen“ oder „einer der Theurgen“ angegeben; ob damals die in der Suda dargelegte Unterscheidung zwischen Vater und Sohn allgemein geläufig war, ist unklar. Der spätantike Neuplatoniker Proklos erwähnt in seinem Kommentar zu Platons Timaios, „Julian“ habe ein Werk über die „Zonen“ (Planetensphären) verfasst. Dabei handelt es sich möglicherweise um einen Teil des in der Suda erwähnten Werks Theourgiká.

## Kommentare
Der Neuplatoniker Porphyrios, der im 3. Jahrhundert lebte, schrieb laut der Suda eine Abhandlung „Über die Lehren Julians des Chaldäers“ (Eis ta Ioulinanoú tou Chaldaíou). Dieses Werk ist möglicherweise mit seinem verlorenen Kommentar zu den Chaldäischen Orakeln identisch. Porphyrios’ Schüler (und philosophischer Gegner) Iamblichos von Chalkis kommentierte die Chaldäischen Orakel ebenfalls. In den fünfziger Jahren des 4. Jahrhunderts richtete Kaiser Julian an den Philosophen Priskos brieflich die Bitte: „Besorge mir alles, was Iamblichos über meinen Namensvetter geschrieben hat“; mit dem Namensvetter meinte er offenbar Julian den Theurgen.